# The Staircase (Mystery)
The Staircase (Mystery) — пісня британського, пост-панк-гурту, Siouxsie And the Banshees, яка була випущена, 23 березня 1979, року, як самостійний сингл, гурту, який увійшов, в збірник, «Once Upon  A Time: The Singles». Пісня була написана учасниками, гурту: Сьюзі С'ю, Джоном Маккейном, Стівеном Северином, Кенні Моррісоном. Сингл досягнув 24-го місця в UK Singles Chart, маючи успіх у Велико Британії.